# Румен Стоманярски
Румен Николов Стоманярски е български политик от Българската социалистическа партия. Кмет на Враца от 1995 до 2003 година.

## Биография
Роден е на 31 май 1956 година във Враца в семейство на учители. Завършва основно образование в училище „Христо Ботев“, а средно в Техникум по строителство и архитектура във Враца. По-късно учи във Висшия минно-геоложки институт в София. През 1983 година започва работа като инженер-геолог в рудник „Плакалница“.
Умира на 17 октомври 2005 година в Бургас.